# 竜山石

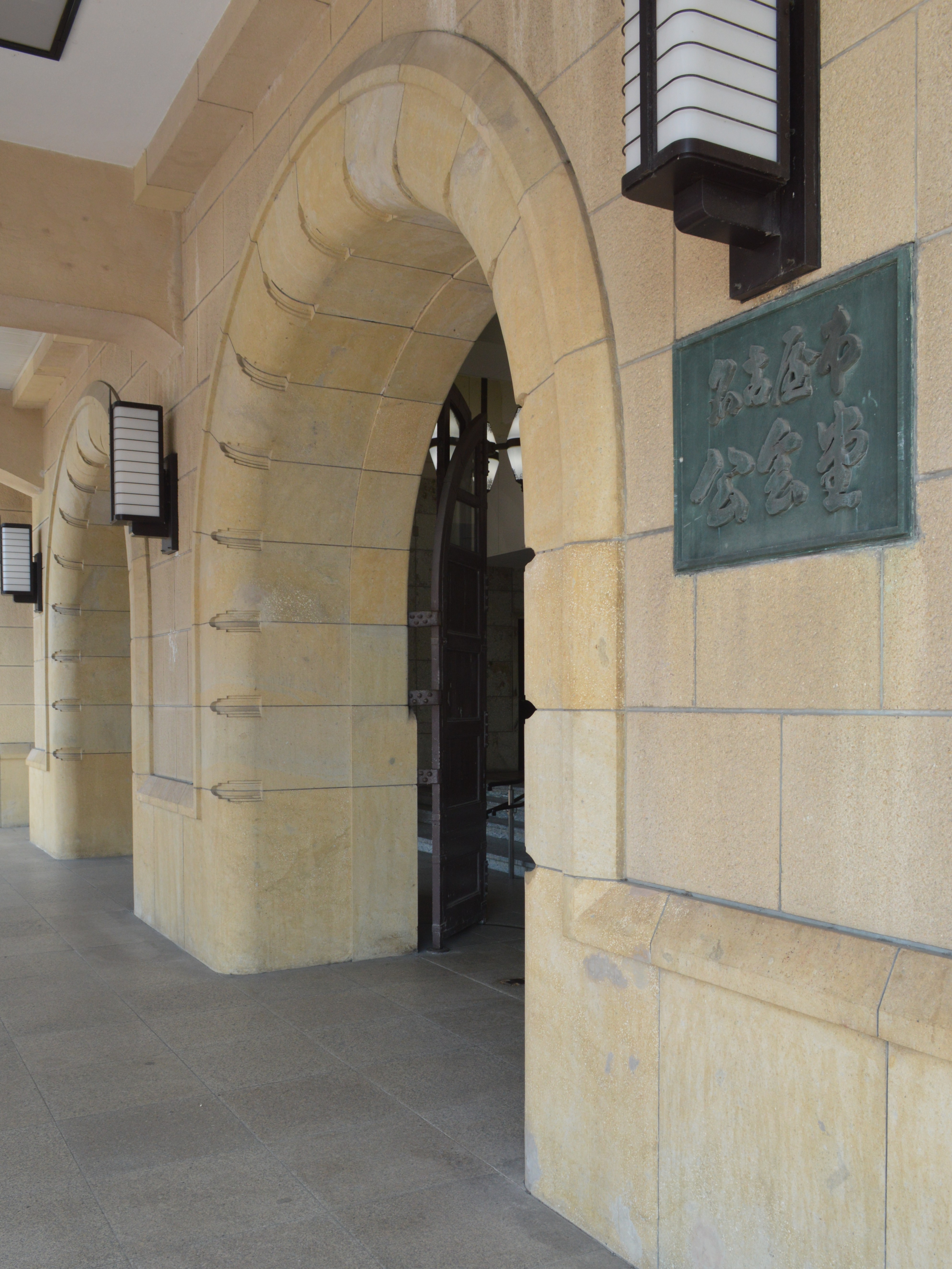
竜山石が用いられた名古屋市公会堂入口

竜山石（たつやまいし）は、兵庫県の加古川下流右岸から産出される石材。宝殿石（ほうでんいし）とも呼ばれる。

## 特徴
比較的軟質で加工が容易であることから、古くから石棺、礎石、石垣、石仏などに用いられている。文化財修復用の石材としても利用されており、姫路城の石垣、鳥取藩主池田家墓所の玉垣、山本能楽堂などの修復に用いられている。
竜山と宝殿山にまたがる場所に採石場がある。宝殿山山腹の生石神社（おうしこじんじゃ）の神体「石の宝殿」は、幅6.7メートル×高さ5.2メートルの竜山石の巨石である。

## 歴史

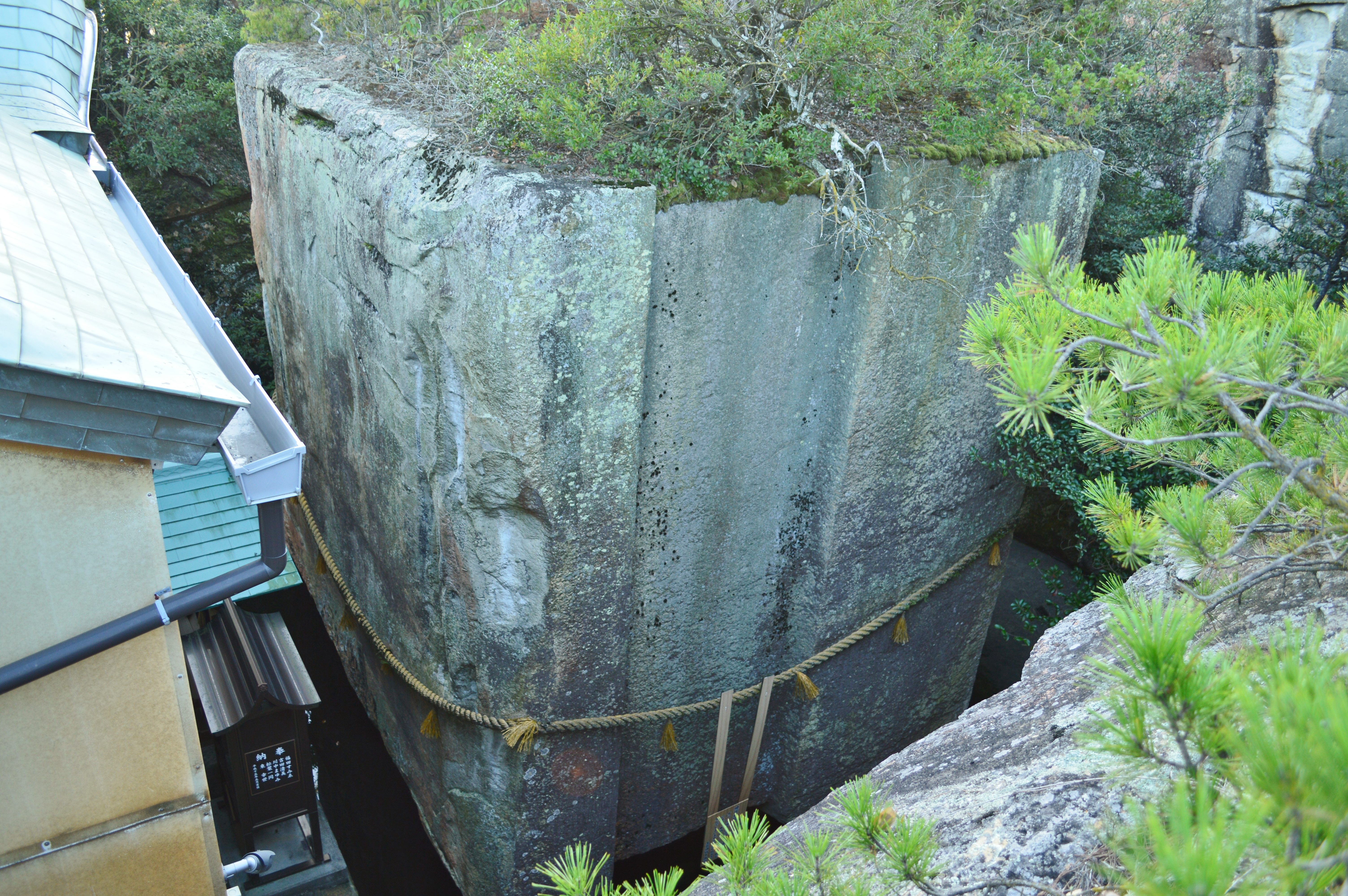
生石神社の神体（石の宝殿）

### 形成
約1億年前の白亜紀後期の火山活動によって噴出した火砕流堆積物が堆積した岩石である。水中に噴出した溶岩が急速に冷やされて割れ、流されたうえで堆積して形成されたと考えられている。かつては凝灰岩の一種とされていたが、近年の調査によりハイアロクラスタイト（水冷破砕溶岩）だと判明した。播磨地域には火山活動によって形成された岩石が広範囲に分布しているが、中でも竜山石は加工しやすい石材であるとされる。

### 古代
古墳時代には仁徳天皇陵の石棺などに用いられた。7世紀頃には宝殿山中腹の生石神社の神体として「石の宝殿」が祀られた。

### 中世・近世

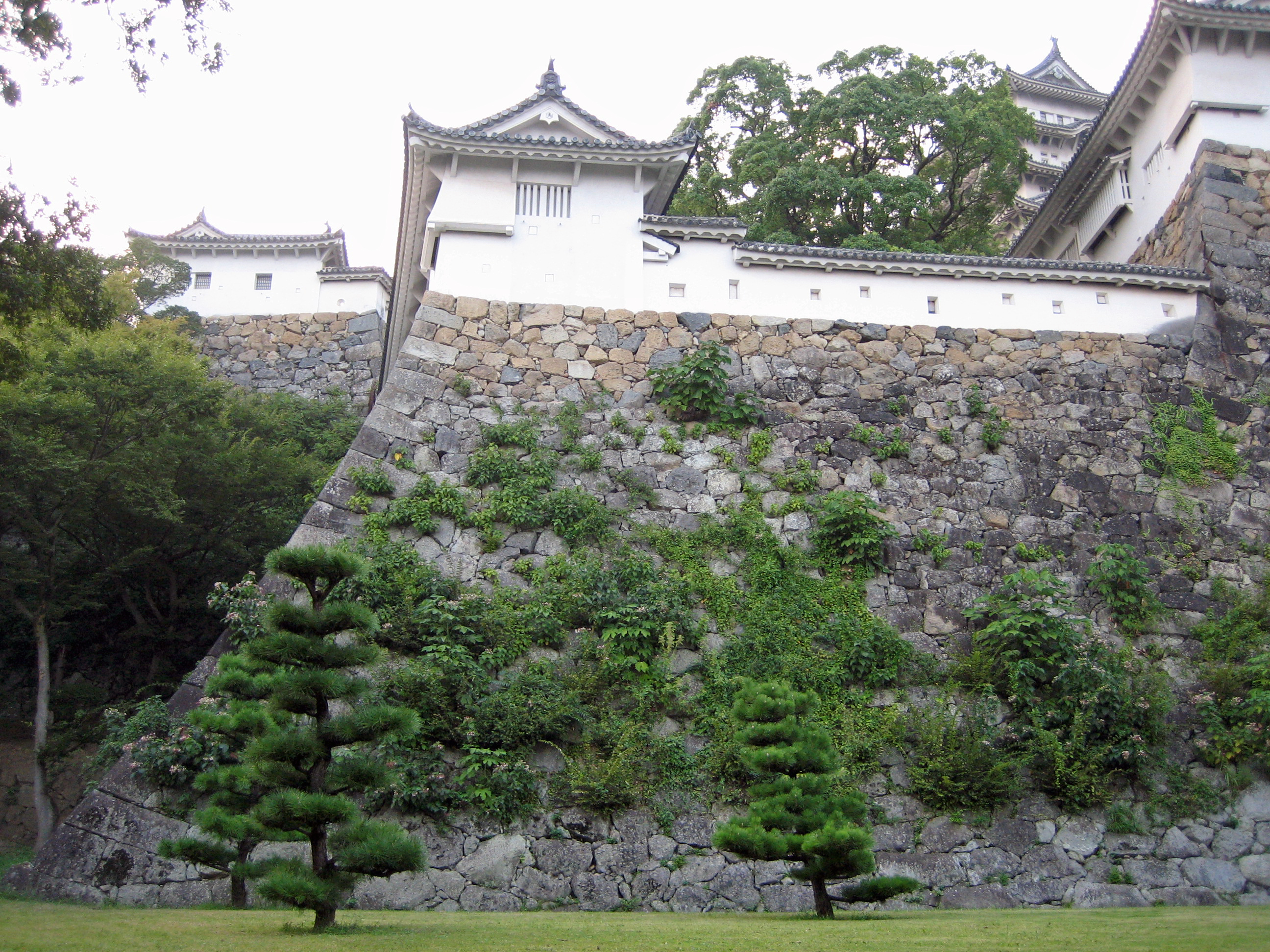

鎌倉時代から室町時代には、竜山石によって五輪塔、宝篋印塔、層塔、石仏などが製作されており、今日の兵庫県、大阪府、京都府などに竜山石の石造物が分布している。
江戸時代初期、明石城等の近世城郭には、石垣などの建築構造物資材として竜山石が使用されている。江戸時代後期の天保7年（1836年）には竜山石が姫路藩の専売品となった。鳥居、燈籠、狛犬、石臼、石垣、石段など様々な石造物が製作され、採石場の近くを流れる法華山谷川（洗川）からの河川舟運で西日本各地に運ばれた。

### 近代・現代
明治時代以後には、1871年（明治4年）竣工の旧造幣寮鋳造所（大阪市）、1926年（大正15年）竣工の三井住友銀行大阪本店ビル（大阪市）、1928年（昭和3年）竣工の京都ホテル旧館（京都市）、1928年（昭和3年）竣工の旧国鉄大阪鉄道管理局などの外壁に用いられた。
21世紀現在も採掘が継続されており、記念碑や石垣などに用いられている。2014年（平成26年）10月6日、石の宝殿と竜山石採石遺跡が「石の宝殿及び竜山石採石遺跡」として国の史跡に指定された。

## 竜山石が用いられている建築物

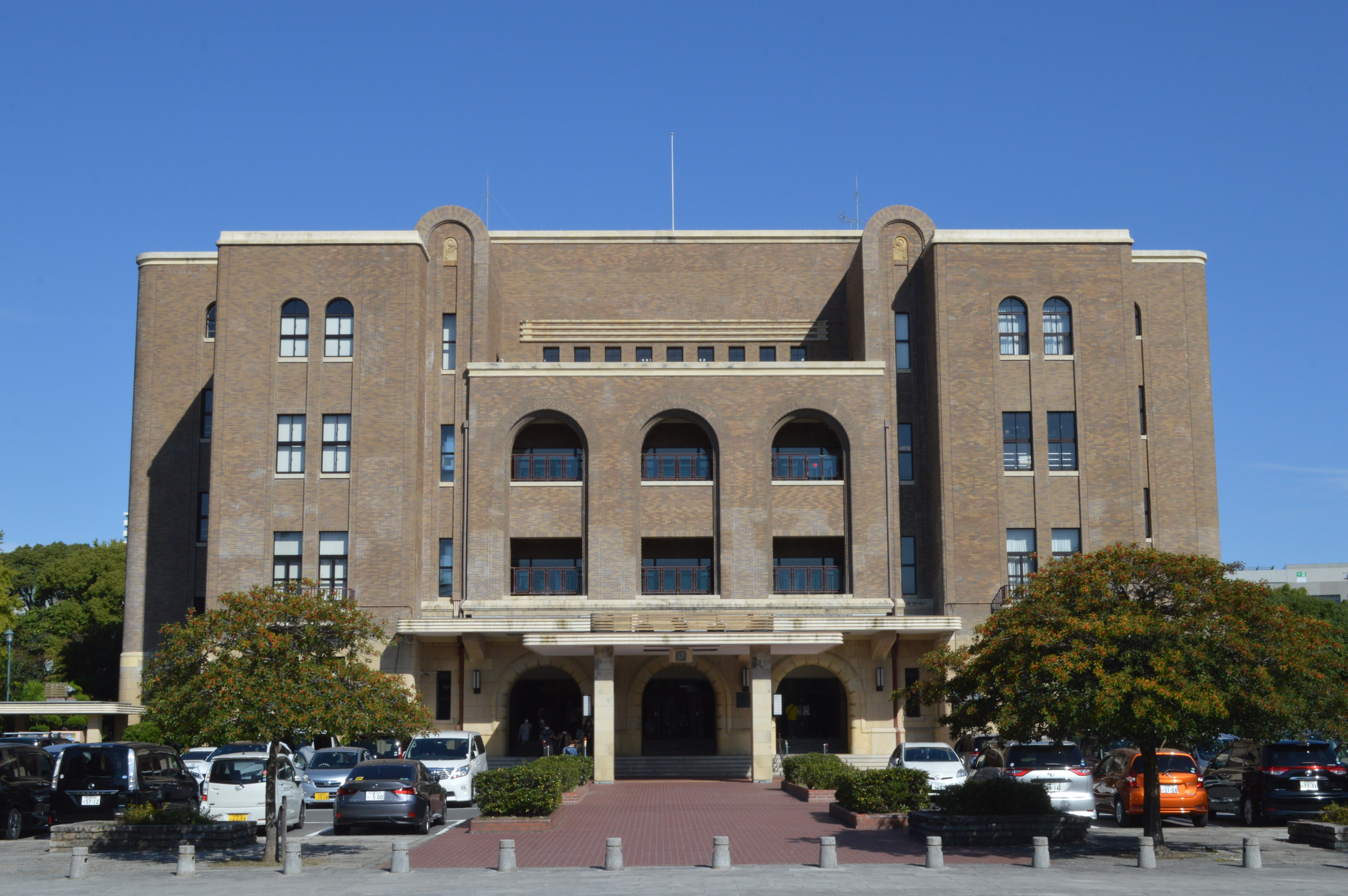
名古屋市公会堂

### 関東地方
- 皇居吹上御苑御所[5] - 東京都千代田区。

### 中部地方
- 名古屋市公会堂 - 1930年（昭和5年）竣工。外壁に竜山石が用いられている[6]。愛知県名古屋市。

### 近畿地方
- 旧造幣寮鋳造所[1] - 1871年（明治4年）竣工。大阪府大阪市。
- 三井住友銀行大阪本店ビル[1] - 1926年（大正15年）竣工。エントランス部分は竜山石であり、外壁の大部分は竜山石とトラバーチンを砕いて混合・成形した擬石である。大阪府大阪市。
- ダイビル本館[7] - 1926年（大正15年）竣工。大阪府大阪市。

### 建築物以外の利用
- 仁徳天皇陵石棺[5] - 大阪府堺市。
- 平城宮礎石[5] - 京都府京都市。
- 恭仁宮礎石[5] - 京都府木津川市。
- 飛鳥大仏台座[5] - 奈良県高市郡明日香村。

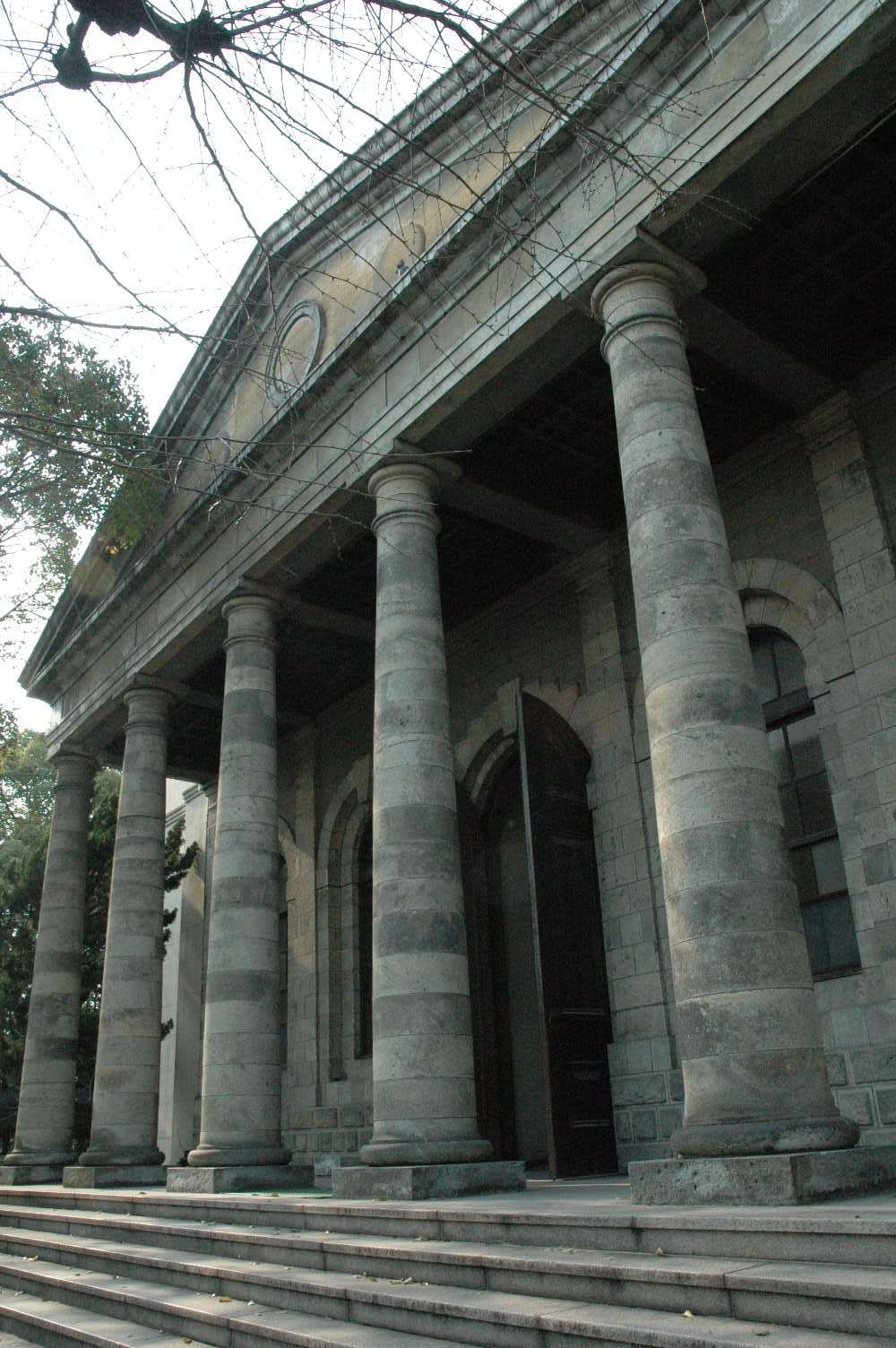
旧造幣寮鋳造所
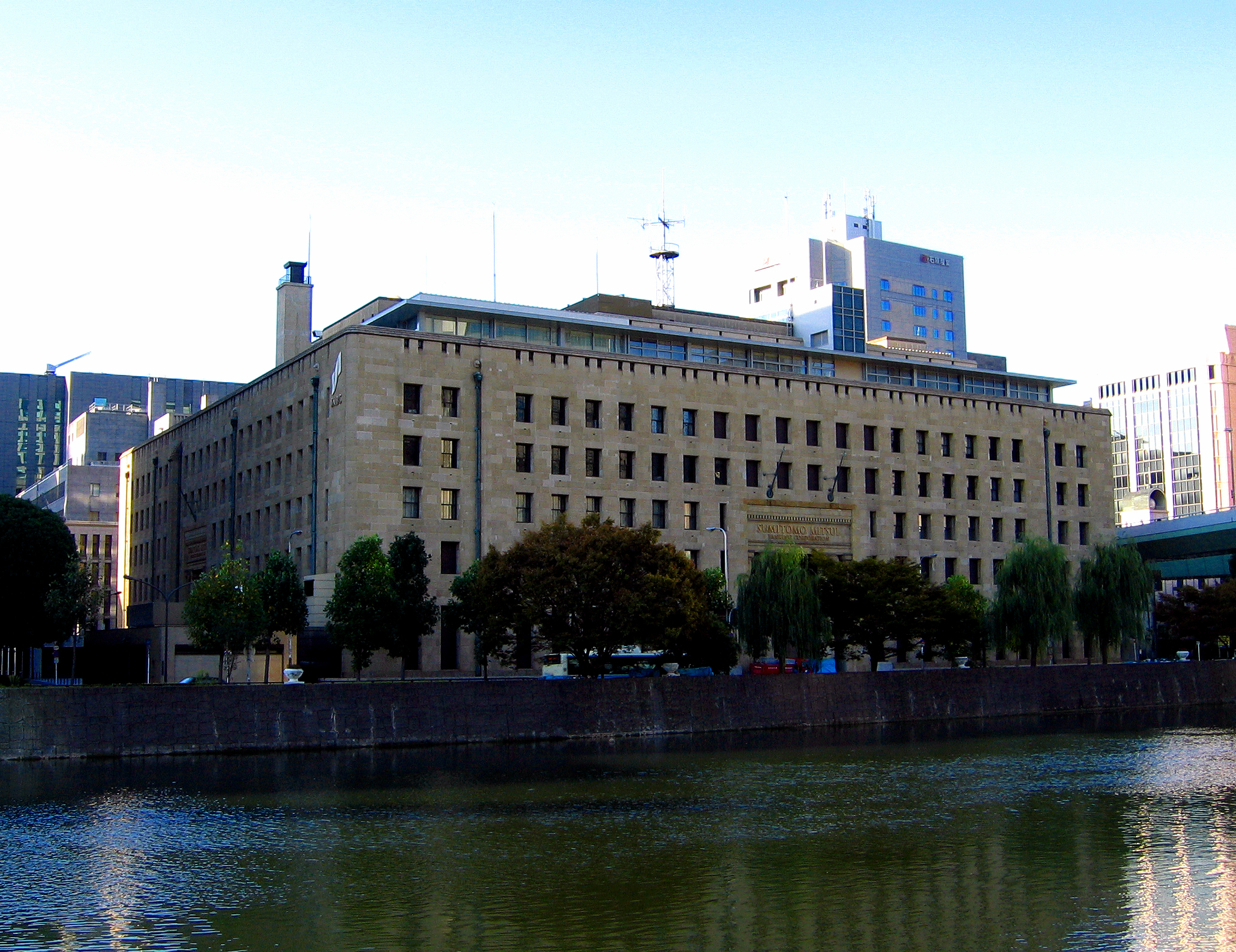
三井住友銀行大阪本店ビル
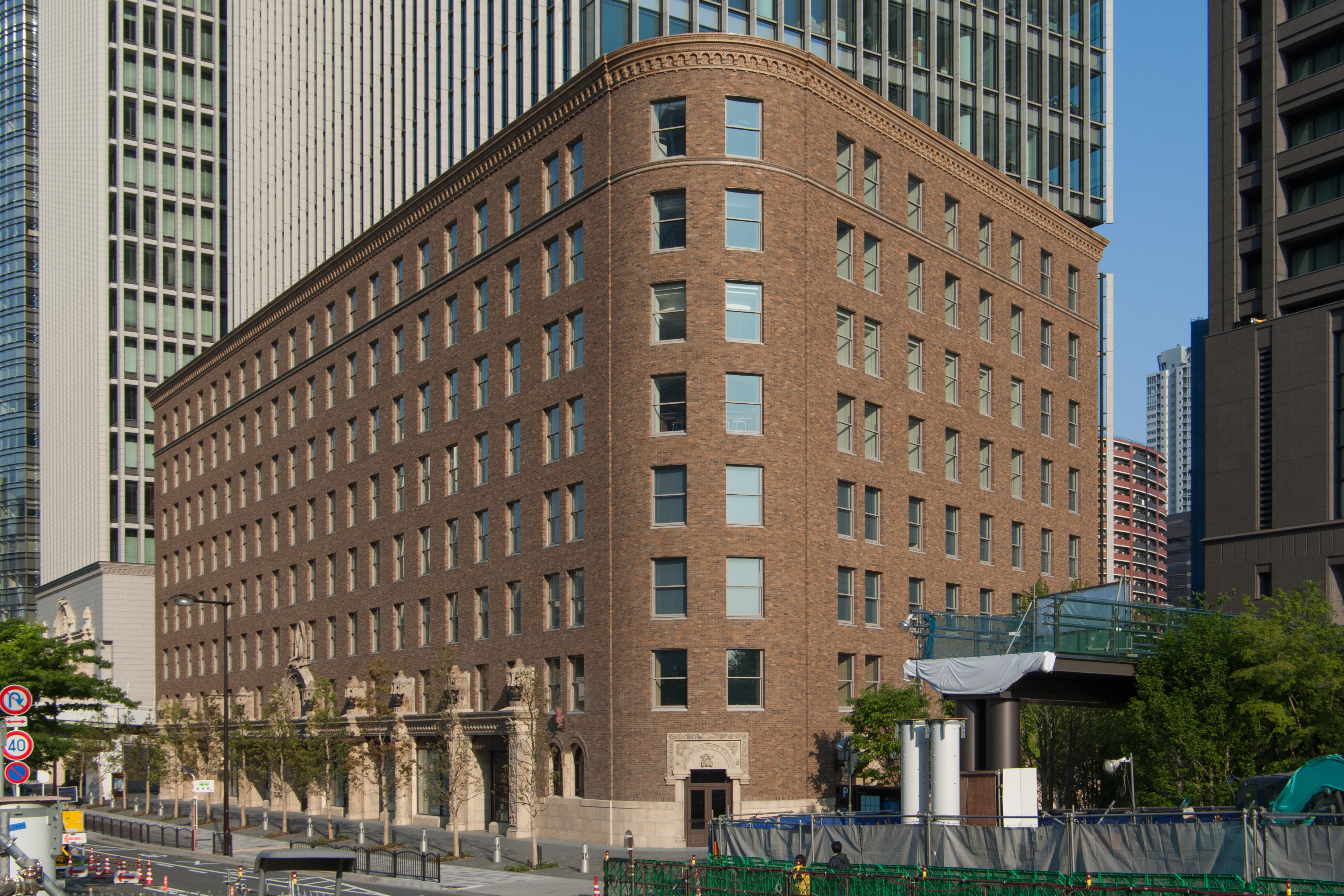
ダイビル本館